# Rodrigão
Rodrigão, właśc. Rodrigo de Souza Prado (ur. 11 września 1995 w Brasílii) – brazylijski piłkarz grający na pozycji środkowego obrońcy w rosyjskim klubie Zenit Petersburg.